# Bourcourd

Familiewapen van Bourcourd

Boourcourd is een Nederlands geslacht, waarvan leden sinds 1837 behoorden tot de Nederlandse adel en dat in 1885 uitstierf.

## Geschiedenis
De stamreeks begint met Gabriel Bourcourd (Barkou) die kort voor 14 september 1720 in 's-Gravenhage overleed.
Bij KB van 14 april 1837 werd een achterkleinzoon van de laatste, Johan Bourcourd (1757-1842), verheven in de Nederlandse adel; met een zoon van hem stierf het geslacht in 1885 uit.